# Большая Своротва
Больша́я Своро́тва (бел. Вялі́кая Сваро́тва) — деревня в Барановичском районе Брестской области Республики Беларусь. Входит в состав Почаповского сельсовета.

## География
Деревня расположена на реке Своротва, в 44 км по автодорогам к северо-западу от города Барановичи и в 5,5 км по автодорогам к западу от центра сельсовета, агрогородка Почапово, невдалеке от границы с Новогрудским районом Гродненской области.

## История
Первое упоминание о дворе Своротва относится к 1460 году, когда двор принадлежал роду Хрептовичей. В 1468 году Великий князь Литовский Казимир IV передал двор во владение своему наместнику Олехне Судимонтовичу. Своротва упоминается в Литовских метриках за 1524 год, в связи с тем, что 

«…Васка Заройский забрал две службы людей в Новогрудском повете с братею и Меречевщину — землю пустовскую в Своротве».— Барановичи. История города. Исследование. Большая Своротва
 и в 1567 году: 

«Ян Кунцович со своих имений в Своротве, Костеневичах и Струбнице ставил двое коней». — Барановичи. История города. Исследование. Большая Своротва
Сигизмунд II Август в 1716 году отдал Своротву вместе с соседней Молчадью во владение маршалку Речицкого повета Антонию Юдицкому, после чего она отошла его сыну Михаилу Юдицкому, маршалку Трибунала Литовского, каштеляну минскому, а затем внуку — Яну Юдицкому, который, не имея прямых наследников, отписал в 1765 году имение своей сестре Барбаре, жене Казимира Тизенгауза, старосты дементовского. Однако вторая сестра была против, поэтому имение было продано.
В начале XIX века имение перешло в собственность Якуба Незабытовского и его жены Франтишки Кунцевич. В 1848 году оно перешло по наследству к их сыну Стефану, маршалку Гродненской губернии. Его женой была Селина Биспинг. Согласно документам 1876 года, площадь владений составляла 1935 десятин земли. Далее имение наследовала их дочь Мария, вышедшая замуж за графа Родриго Потоцкого (ум. 1910). От неё имение наследовал внук Владислав Потоцкий (р. 1901), который был последним владельцем Своротвы вплоть до 1939 года.
В XIX — начале XX века населённый пункт именовался селом Своротва и входил в состав Почаповской волости Новогрудского уезда Минской губернии. В 1879 году количество прихожан Троицкой церкви составляло около 1500 человек, ей принадлежало около 90 десятин земли, в том числе 46 десятин пашни. По данным 1886 года в селе насчитывался 21 двор, имелась церковно-приходская школа. В 1909 году — село (48 дворов, 310 жителей) и имение (2 двора, 41 житель) Своротва.
С 1921 года в составе Польши, в гмине Почапово Новогрудского повета Новогрудского воеводства. По переписи 1921 года в деревне и фольварке Большая Своротва проживало 305 человек (154 мужчины, 151 женщина) в 53 жилых зданиях, из них 239 белорусов, 52 поляка, 13 евреев и 1 человек прочих национальностей (по вероисповеданию — 261 православный, 23 римских католика, 19 иудеев и 2 лютеранина).
С 1939 года в составе БССР, с 15 января 1940 года в Городищенском районе Барановичской, с 8 января 1954 года Брестской области, с 25 декабря 1962 года в Барановичском районе.
С конца июня 1941 по 9 июля 1944 года была оккупирована немецкими войсками.
К XXI веку в Большой Своротве от исторических построек сохранились только руины хозяйственных построек усадьбы Незабытовских — двухуровневая голубятня, территориально находящаяся в северной части комплекса, фундаменты и стены дворца, фундаменты и стены хозяйственных построек. Здание оранжереи достраивалось и эксплуатировалось в советское время. В настоящее время используются старые коровник и конюшня. Мост через реку Своротву также не сохранился, сама река сильно обмелела. На берегу сохранились стены старинной кузни. Сохранился регулярный парк. В усадьбу со стороны деревни Малая Своротва ведёт длинная аллея английского дуба. Перед въездом бывшей усадьбы сохранилась и частично восстановлена мемориальная часовня. В 1914 году около неё были захоронены немецкие солдаты, погибшие в начале Первой мировой войны.
В 2009 году была восстановлена Свято-Троицкая церковь, построенная Якубом Незабытовским в XIX веке.
По состоянию на 1 января 2023 года в деревне работало КФХ «Исса», население обслуживалось автолавкой и автопочтой.

## Население
| Численность населения (по переписи) | Численность населения (по переписи) | Численность населения (по переписи) | Численность населения (по переписи) | Численность населения (по переписи) | Численность населения (по переписи) | Численность населения (по переписи) | Численность населения (по переписи) | Численность населения (по переписи) |
| 1886                                | 1909                                | 1921                                | 1939                                | 1959                                | 1970                                | 1999                                | 2009                                | 2019                                |
| ----------------------------------- | ----------------------------------- | ----------------------------------- | ----------------------------------- | ----------------------------------- | ----------------------------------- | ----------------------------------- | ----------------------------------- | ----------------------------------- |
| 240                                 | ↗351                                | ↘305                                | ↗458                                | ↘280                                | ↘232                                | ↘111                                | ↘70                                 | ↘50                                 |

## Усадьба Незабытовских
Внешний вид дворца Незабытовских сохранился на рисунке Наполеона Орды 1876 года и старинных фотоснимках. Якуб Незабытовский заложил фундамент дворца на высокой террасе реки Своротва, единственной реки, которая вытекала из озера Свитязь.
Дворец представлял собой двухэтажное, прямоугольное в плане, каменное строение в стиле, близком к ампиру. На крыше была оборудована смотровая площадка (бельведер) для наблюдения за пейзажем окрестностей с живописными изгибами реки. По обе стороны дворца были симметрично расположены два флигеля, один из которых выполнял функции отеля. Большое длинное строение по восточному краю парадного двора включало ледник, голубятню, конюшню, коровник. Со стороны реки это строение заканчивалось большим двухэтажным помещением, где находились столярная и другие мастерские.
По утверждению исследователя Л. М. Нестерчука, дворец с библиотекой и хозяйственные постройки были уничтожены огнём в 1917 году, однако исследователь старинных белорусских усадеб и парков, профессор А. Т. Федорук приводит в пример фотографии 1928—1930 годов с сохранившимся зданием. На старых фотоснимках также запечатлено отдельно стоящее строение с выделяющейся башней с часами. В своих работах Федорук отмечал, что бой часов был слышен на всю округу. Вдоль дороги размещалось большое строение бывшей оранжереи, которая встречала всех посетителей помещиков Незабытовских при въезде на территорию усадьбы. Согласно выводам Федорука, оранжерея в Своротве была аналогичной радзивилловской в имении Полонечка: её фасад представлял собой длинный ряд арочных окон.

## Церковь Святой Троицы
Церковь Святой Троицы —  Историко-культурная ценность Республики Беларусь, .
В 1747 году в центре Своротвы писарь скарбовый литовский Николай Овсяный возвёл из дерева униатскую церковь необычной архитектуры. Это было треугольное в плане сооружение с шатровым завершением крыши. Церковь имела три входа, по одному с каждой стороны, алтарь располагался в центре помещения. Точно такую планировку и три входа имели храмы Радогаста в земле Вильцов, из описания в Славянской хронике. На этом месте был последний языческий храм Литвы (Ятвягов), с верховным жрецом «Креве-кривайте», который[кто?] имел трёхугольную форму. Бог Сварог и река Своротва, вытекающая из озера Свитязь у деревни Ятвезь, олицетворяли священность данного места. Концепция храма заключалась в том, что на месте бывшего языческого храма, по новому молиться в новом храме могли представители сразу трёх конфессий — православные, католики и униаты. Чем усиливался их союз против язычества. Деревянная церковь не сохранилась. В 1823 году Якуб Незабытовский на том же месте, где был древний храм ятвягов, осуществил строительство треугольного храма из бутового камня, полностью повторяющего архитектурные особенности предшественника.
Белорусский писатель и переводчик Анатолий Клышка, который происходит из соседней деревни, вспоминал, что среди местного населения ходила байка о том, как их дедов и прадедов переводили в православие: «Людей хватали на дороге или в поле и волокли в церковь. Но и народ не дурак. Каждый носил с собой чеснок в кармане. Застанут его, а он чесночину хвать! Приведут в церковь, а у него запах изо рта. Креститься надо натощак! Тем и спасались. Мудрено было придумано. Вряд ли обошлось без подсказки со стороны униатских священников».

## Памятник, скульптура
- Памятник солдатам Первой мировой войны, в северной части деревни, около дороги от усадьбы до церкви

## Утраченное наследие
- Дворец Незабытовских (XIX в.)